# شنپازار
شنپازار (به ترکی استانبولی: Şenpazar) یک منطقهٔ مسکونی در ترکیه است که در استان قسطمونی واقع شده‌است. شنپازار ۹۵۷ متر بالاتر از سطح دریا واقع شده‌است.